# الكراز
الكَرَّاز أو الكُراز أو الكُرَّاز  كوز فخارية تصنع في إسبانيا. تملأ بسائل كالماء، ثم تعلق في مكان مفتوح للتيارات الهوائية في الظل. يتسرب السائل عبر الفخار ببطء ويتبخر بفعل التيار الهوائي، ما يؤدي إلى خفض درجة حرارة الوعاء والحفاظ على باقي السائل باردًا.